# Ropalospora
Ropalospora är ett släkte av lavar. Enligt Catalogue of Life ingår Ropalospora i familjen Ropalosporaceae, ordningen Teloschistales, klassen Lecanoromycetes, divisionen sporsäcksvampar och riket svampar, men enligt Dyntaxa är tillhörigheten istället familjen Fuscideaceae, klassen Lecanoromycetes, divisionen sporsäcksvampar och riket svampar.
| Ropalospora | \| \| Ropalospora hibernica \| \| \| \| \| \| Ropalospora lugubris \| \| \| \| \| \| Ropalospora viridis \| \| \| \| |
|             | \| \| Ropalospora hibernica \| \| \| \| \| \| Ropalospora lugubris \| \| \| \| \| \| Ropalospora viridis \| \| \| \| |
|             | Ropalospora hibernica                                                                                                |
|             | |
|             | Ropalospora lugubris                                                                                                 |
|             | |
|             | Ropalospora viridis                                                                                                  |
|             | |

|  | Ropalospora hibernica |
|  |                       |
|  | Ropalospora lugubris  |
|  |                       |
|  | Ropalospora viridis   |
|  |                       |

## Källor

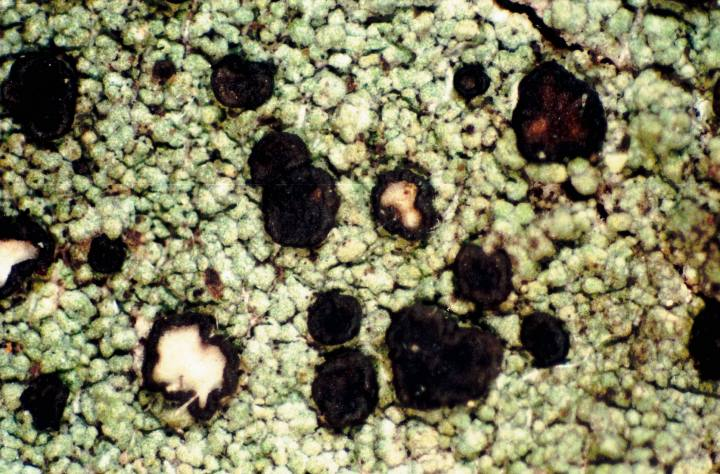
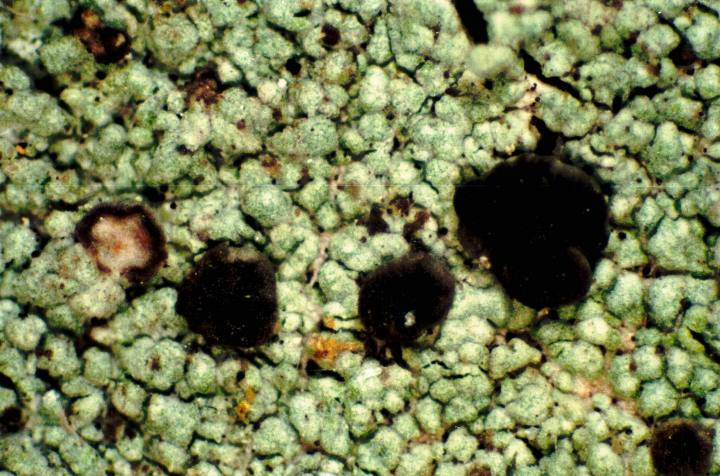